# Новодвур (Любартівський повіт)
Новодвур (пол. Nowodwór) — село в Польщі, у гміні Любартів Любартівського повіту Люблінського воєводства.
Населення — 1002 особи (2011).
У 1975-1998 роках село належало до Люблінського воєводства.

## Демографія
Демографічна структура станом на 31 березня 2011 року:
|          | Загалом | Допрацездатний вік | Працездатний вік | Постпрацездатний вік |
| -------- | ------- | ------------------ | ---------------- | -------------------- |
| Чоловіки | 497     | 124                | 329              | 44                   |
| Жінки    | 505     | 125                | 277              | 103                  |
| Разом    | 1002    | 249                | 606              | 147                  |